# أحن إلى خبز أمي
أَحِنُّ إلَى خُبْزِ أُمِّي هي قصيدة كتبها الشاعر الفلسطيني محمود درويش عام 1965، ولحنها وغناها الفنان اللُبناني مارسيل خليفة.

## القصة
بحسب الروايات كان الشاعر محمود درويش، وهو الأخ الثاني بعد أخيه أحمد، يشعر في طفولته بأن أمّه تُفضل إخوته عليه، ونشأ هذا الشعور بسبب اختلاف المُعاملة، فحين يتعلق الأمر بالمسؤوليات عُومِل معاملة الكبار وفي حال الخطأ وبّخ كالصغار، مما ولّد لديه مشاعر سلبيّة تجاه أُمّه، ظنًّا منه بأنها لا تحبه كبقية إخوته، وكبر هذا الشعور معه، إلى أن جاء يوم في عام 1965، واعتقلته السلطات الإسرائيلية على خلفية إلقائه لقصيدة شعرية في «الجامعة العبرية في القدس» دون أخذ تصريح، ورُحِّلَ إلى سجن الرملة، وبعد فترة جاءت أُمّه لزيارته في السجن تحمل إليه القهوة والخُبز، إلا أن الجنّدي منعها وسكب القهوة على الأرض، وبعد مقاومة منها وإصرارها سمحوا لها بزيارته، وعندما رأته احتضنته وأخذت بالبكاء، وأحس حينها الشاعر محمود درويش بأنه عاد طفلًا صغيرًا بين يدي أُمّه، وشعر بحبها، وأدرك أنه كان مُخطئًا طوال تلك السنين، وأنه ظلم أمه، وبعد ذهابها لم يجد ما يعبر عن أسفه، واعتذاره لأمه سوى الكتابة، فكتب هذه القصيدة على ظهر ورقة الألمنيوم لعلبة السجائر.
وثّقت قناة الجزيرة الوثائقية قصة هذه القصيدة في فيلم قصير ضمن سلسلة بعنوان «حكاية أغنية»، والتي عرضتها في رمضان 1440هـ/2019م.

## تلحينها وغناؤها
لحن القصيدة الفنان اللبناني مارسيل خليفة، والذي كان حبيس بيته، «كان ذلك في بداية الحرب الأهلية اللبنانية، وكنت حبيس بيتي بسبب ميولي السياسية وتضامني مع القضية الفلسطينية، ولم يكن معي سوى دواوين درويش. وبدأت آخذ القصائد. كانت القصيدة الأولى وعود من العاصفة، والثانية إلى أمي.»
ويروي أحمد درويش شقيق الشاعر محمود درويش، أن محمود عندما كتب القصيدة لم يكن يعلم أنها ستحظى بشعبية كبيرة في الوطن العربي، وكانت والدتهما تبكي عندما تسمع القصيدة حيث كانت تهيج شوقها لمحمود الذي ترك البلاد بداية السبعينيات وعاش في المنفى أكثر من 30 سنة.
وبحسب الشاعر سعد الدين شاهين فإن القصيدة انتشرت بعد أن غناها مارسيل خليفة «التقطها فنان وملحن بارع وساعد في انتشارها». وهذا ما اعترف به شقيق درويش فقال «القصيدة لم تأخذ الشهرة إلا بعد أن غناها مارسيل خليفة.» أما الشاعر محمد ضمرة فيرى أن «مارسيل التقط النص ونظر إليه نظرة خاصة ولم يكن يغني لأم درويش وإنما لأمه التي يستحضرها في خياله».

## الكلمات
أحنُّ إلى خُبز أُمّي
وقَهوةِ أُمّي
ولَمْسةِ أُمي..
وتَكبُر فيَّ الطفولةُ
يومًا على صدر يومِ
وأعشَقُ عمرِي لأنّي
إِذا مُتُّ،
أخجل من دمع أُمي!
خذيني، إذا عدتُ يومًا
وشاحًا لهُدْبِكْ
وغطّي عِظامي بِعشبٍ
تَعمَّد من طُهر كَعبك
وشُدّي وثاقي..
بِخصلةٍ شعرٍ..
بخيطٍ يُلوَّح في ذيلِ ثوبك..
عساني أصيرُ إلهًا
إلهًا أصيرْ
إذا ما لَمستُ قرارةَ قلبك!
ضعيني، إذا ما رجعتُ
وقودًا بتنور ناركْ...
وحَبْلَ غسيلٍ على سطح داركِ
لأني فقدتُ الوقوف
بدون صلاة نهارك
هَرِمْتُ، فردّي نجوم الطفولة
حتى أُشارك
صغار العصافير
درب الرجوع ...
لعُشِّ انتظارِك!
أُمّي.. أُمّي.. أُمّي..

## وصلات خارجية
- حكاية أغنية أمي على قناة الجزيرة الوثائقية على اليوتيوب.